# 오르간파이프선인장
오르간파이프선인장(ダイオウカク(大王閣), organ pipe cactus, pitahaya)은 멕시코, 미국 토착선인장이다. 이 종은 로키 사막에서 발견된다. 서식지와 크기에 기반하여 두 아종이 알려져있다. 오르간파이프선인장국립천연기념물의 이름은 이 선인장을 따 지어졌다.
이 선인장의 이름은 파이프 오르간과의 유사성에서 유래했다. 멕시코 지역에서는 "달콤한 피타야"라는 의미의 피타야 둘세(pitaya dulce)라고 불린다. 국내에서는 일본 명칭을 따 '대왕각'이라고도 불리지만, 대왕각이 국내 공식 명칭인 선인장은 따로 있다.

## 생태
이 선인장은 지면의 짧은 밑동에서 여러 개의 줄기들이 수직으로 자라난다. 이 줄기들의 두께는 대략 15cm, 높이는 대개 5m에 달하지만, 7-8m에 달한 개체도 기록되었다. 이 줄기는 가지를 거의 뻗지 않고 위로만 자라난다. 성숙한 개체는 직경 4m에 달한다. 각각의 줄기는 시간이 지나면서 흰색으로 변하는 검은 가시들을 품은 높이 1cm에 달하는 능이 있다. 선인장이 성숙하기까지는 150년이 소요된다. 성숙한 개체는 8cm의 깔때기 모양 흰색 꽃을 해마다 4-6월에 피워내는데, 밤에 열리고 낮에 닫히며 보라색, 분홍색 색조를 띈다. 꽃봉오리는 지저분한 검은색 털로 뒤덮여있다. 보통 박쥐가 수분한다. 과일의 크기는 테니스볼만하며 새빨간 과육은 수박보다 맛있다고 여겨진다. 세리족은 전통적으로 파이프오르간선인장의 과일을 채취해왔으며 약으로 사용한다. 이들은 이 선인장을 울 [oːɬ]이라고 부른다.

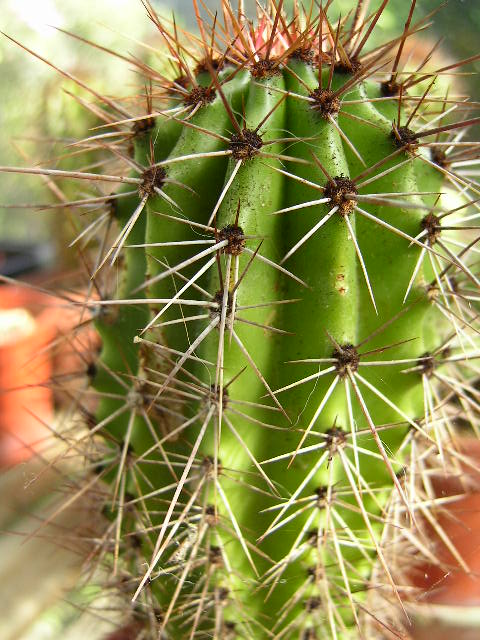
줄기
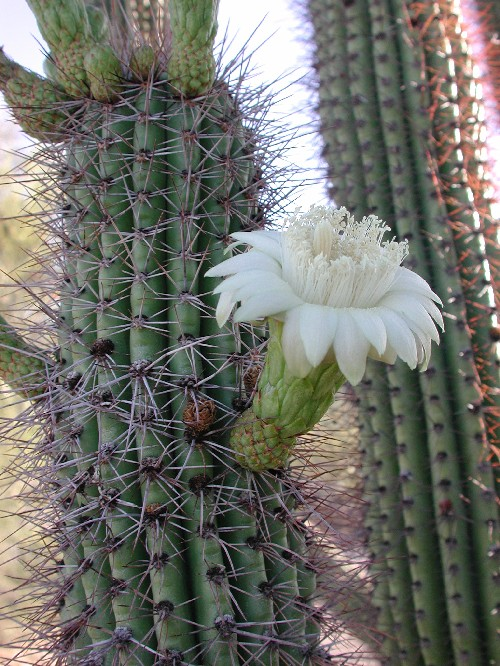
꽃

## 분포
이 선인장은 주로 멕시코, 특히 소노라주와 남부 바하칼리포르니아주에서 발견된다. 미국에서도 서식하지만 오르간파이프선인장국립천연기념물을 제외하면 상당히 드물다. 이 선인장은 해발 900m까지의 로키 산맥의 능선에서 많이 서식한다. 이 선인장은 서리에 민감하기 때문에, 서리에 훨씬 취약한 저지대 사막에서는 드물다. 이 식물은 천천히 자라며 바싹 마른 토양과 강렬한 햇빛의 조화를 선호한다. 하지만 씨앗에서 자라나기 위해서는 그늘이 필요하기 때문에, 보통 다른 큰 식물의 밑에서 자라난다. 이 선인장이 제대로 된 뿌리 체계를 키워내기 위해서는 몇 년간의 시간을 필요로 하는데, 이는 지면에서 10cm 이상 노출되어있다.

## 아종
두 아종이 알려져있는데, 모식종 thurberi는 훨씬 크고 애리조나 남부, 멕시코 , 바하칼리포르니아 북부에 분포한다. 다른 아종 littoralis는 훨씬 작아서 3m 정도까지 자라나며 바하칼리포르니아 남부에서만 발견된다.

## 참고 문서
- 멕시코울타리선인장도 이따금 오르간파이프선인장이라고 불린다.
- 오르간파이프선인장국립천연기념물
- 파이프오르간선인장